# Juan Manuel Mancilla Sánchez

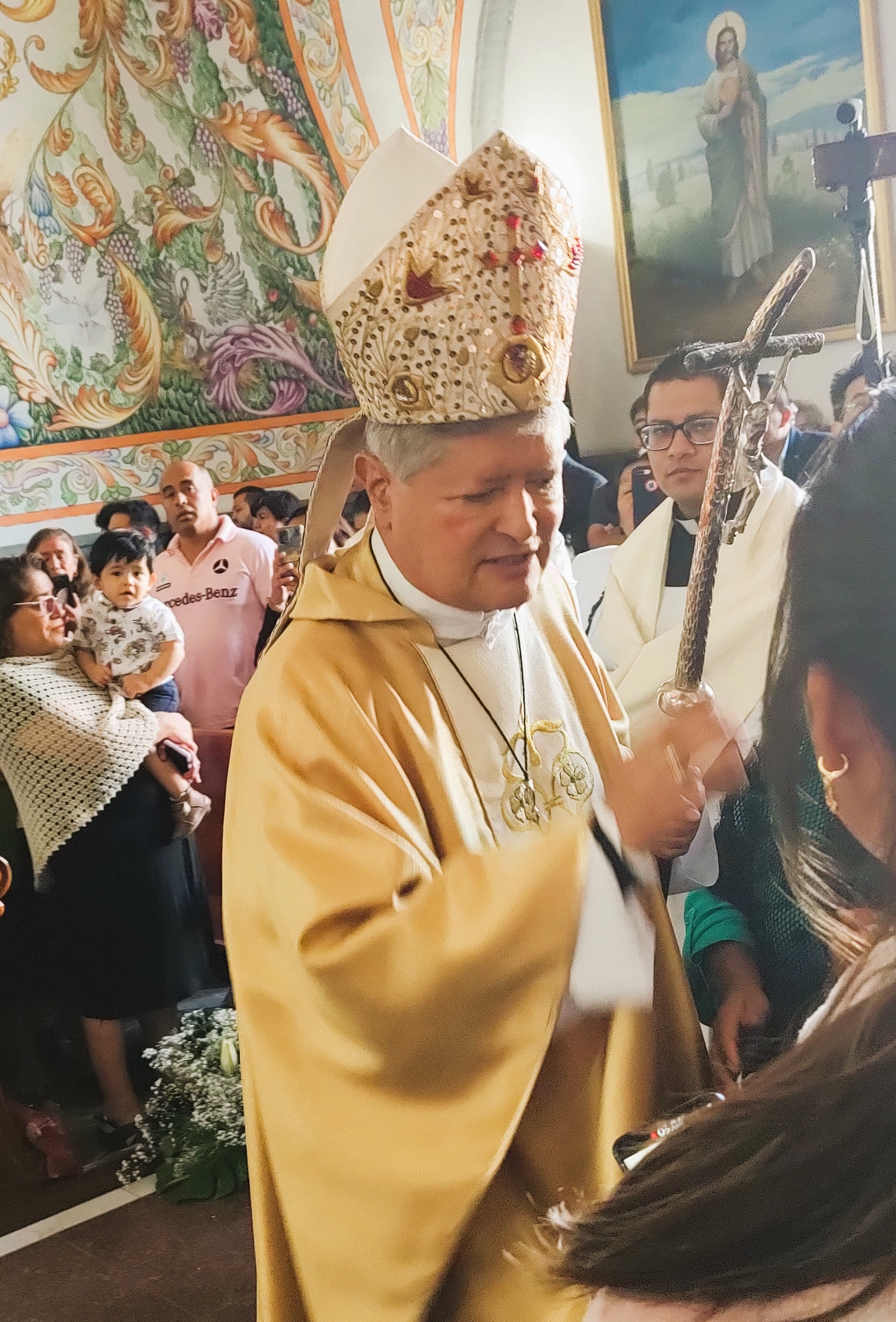
Juan Manuel Mancilla Sánchez, 2023

Juan Manuel Mancilla Sánchez (* 27. Januar 1950 in Santo Domingo, San Luis Potosí) ist ein mexikanischer Geistlicher und römisch-katholischer Bischof von Texcoco.

## Leben
Juan Manuel Mancilla Sánchez empfing am 1. Juli 1974 die Priesterweihe für das Bistum San Luis Potosí. Nach weiteren Studien am Päpstlichen Bibelinstitut in Rom und an der École biblique et archéologique française de Jérusalem erwarb er das Lizenziat in Bibelstudien. Neben seelsorglichen Tätigkeiten war er Regens des Diözesanseminars, Kanzler der Diözesankurie und Domkapitular sowie Diözesanverantwortlicher für die Familienpastoral.
Papst Johannes Paul II. ernannte ihn am 23. Mai 2001 zum Titularbischof von Reperi und zum Weihbischof in Texcoco. Die Bischofsweihe spendete ihm der emeritierte Erzbischof von San Luis Potosí, Arturo Antonio Szymanski Ramírez, am 24. Juni desselben Jahres; Mitkonsekratoren waren Erzbischof Giuseppe Bertello, Apostolischer Nuntius in Mexiko, und Carlos Aguiar Retes, Bischof von Texcoco.
Papst Benedikt XVI. ernannte ihn am 8. November 2005 zum Bischof von Ciudad Obregón. Am 18. Juni 2009 wurde er zum Bischof von Texcoco ernannt und am 12. August desselben Jahres in das Amt eingeführt.